# Alfa Ntiallo
Alfa Agkimpou Ntiallo Fasengas (in greco Άλφα Αγκιμπού Ντιάλο Φασένγας?; Mitty, 13 ottobre 1992) è un cestista guineano con cittadinanza greca.

## Carriera
Con la Guinea ha disputato i Campionati africani del 2017.